# ماري كاوامورا
ماري كاوامورا (川村 真理) (19 ديسمبر 1988 في فوكوكا في اليابان – )؛ هي لاعبة كرة قدم كانت تلعب كلاعب وسط. ولعبت مع منتخب اليابان لكرة القدم للسيدات.

## وصلات خارجية
- ماري كاوامورا على موقع الاتحاد الدولي (مؤرشف)  (الإنجليزية)
- ماري كاوامورا على موقع قاعدة بيانات كرة القدم.إي يو (الإنجليزية)